# The Return of the Wolfman
El regreso del Hombre Lobo es una novela publicada el 1 de octubre de 1998. Fue publicada por la editorial Berkley Books y sirvió como secuela para la película "Abbott y Costello contra los Monstruos" y avalada canónicamente por Universal Pictures. Este libro fue el primero de la trilogía literaria conocida como "The Devil's Trilogy" y el único volumen escrito por Jeff Rovin (los otros dos fueron escritos por David H. Jacobs).

## Argumento
Después del breve combate de Drácula contra el Hombre Lobo al final de Abbott y Costello contra los Monstruos, Drácula ha desaparecido y el Hombre Lobo vuelve a ser Larry Talbot pero es rescatado y llevado por el doctor Stevens y Joan Raymond al Castillo Mornay, sin embargo Larry se transforma de nuevo en hombre lobo y asesina brutalmente a Stevens. El licántropo vuelve a su forma mortal y le explica a Joan que siempre y cuando este marcado por la señal de la bestia se convertirá en un hombre lobo por toda eternidad y es la razón porque la operación cerebral realizada por doctor Edelmann falló a pesar de contener al monstruo durante un breve momento (La mansión de Drácula). 
Ahí se revela que Drácula al ser la máxima representación del mal, puede resucitar en la forma que el desee y durante 1946, el vampiro resucitó y asesino a Milizia, quien se había vuelto la novia de Larry Talbot. Ahora, Larry usará su licantropía para poder matar a Drácula. Convencidos de que Drácula ha muerto, Joan ayuda a Talbot a suicidarse y le clava un trozo de plata en el corazón.
Después de que Larry "muere", Joan lleva su cadáver al sótano del castillo para ocultarlo de la luz de la luz lunar y llama a la policía para que venga a limpiar el cadáver de Sandra Mornay en los pantanos, quien había sido asesinada por el Monstruo de Frankenstein y ahora, McDougal es un hombre lobo que ha aterrorizado a los lugareños de Florida durante años. Con el tiempo Joan compró el castillo de Mornay, al que lo rebautizó como The Tombs y se volvió una famosa escritora de novelas de horror, manteniendo sellado el sótano y protegiéndolo del gobierno.
En el presente, en 1998. Joan muere y hereda The Tombs a su joven nieta Caroline Cooke, quien con el abogado Henry Pratt hablan con un asesor del gobierno llamado Porterhouse para resolver el asunto de la herencia, pero el asesor planea inspeccionar el sótano del castillo. Esa misma noche, durante la luna llena, Porterhouse se cuela en el sótano del castillo y abre la cripta de Larry, quien inmediatamente se transforma en hombre lobo y mata al asesor. 
Al día siguiente, Caroline descubre a Larry Talbot quién le dice que conocía a Joan, su abuela. Ambos hacen una alianza y Caroline guía a Talbot en adaptarse al mundo moderno, lo que no saben es que el Monstruo de Frankenstein (aun bajo el hechizo de Drácula) ha despertado de las profundidades de una parte inundada del castillo, atacando a Larry y Caroline, y por desgracia el Monstruo derrumba el castillo después de que Larry y Caroline usan fuego para ahuyentarlo. Caroline llama a la policía local y le dice a Larry que la medicina moderna puede curarlo, pero la policía arresta a Talbot. Mientras tanto, la policía local se planea para llevar al Monstruo incapacitado en un helicóptero. 
Drácula, quien ahora gobierna Marya Island desde 1948, es dueño de grandes plantaciones de azúcar, revelando que asesino a un brujo vudú llamado Murder Legendre y se apodero de su ejército de zombis. El Conde sabe psíquicamente que el Monstruo ha despertado y planea ir a Florida, enviando a su ayudante, una Sandra Mornay vampira que Drácula revivió con sus poderes, ordenándole que traiga al Monstruo Frankenstein a la isla. 
Sandra asalta el helicóptero, logrando reanimar al Monstruo que al despertar destruye el helicóptero en el proceso y Drácula asesinando a varios guardias de seguridad donde encerraron a Talbot. Mientras Larry se libera de su celda transformándose en Hombre Lobo delante del Conde, de Caroline, y matando a Sandra. Todos son testigos de la espeluznante escena y Drácula aprovecha para controlar mentalmente Caroline, por lo que el hombre lobo enloquece y pelea contra Drácula. 
El Conde logra escapar con Caroline y el Monstruo que se dirigen a Marya Island, por lo que Larry al regresar a su forma humana se une con un abogado llamado Tom Stevenson y unos cuantos guardias de seguridad para ir a la isla. Al llegar a Marya Island, Larry y los demás se declaran secuaces del Conde y son bienvenidos a la isla por uno de los zombis, donde planean usar al Monstruo para poder derrotar a Drácula. El Monstruo ha recuperado su energía, el hechizo de Drácula ya no tiene efecto en él y se revela ante el conde, provocando una sangrienta pelea entre estos dos monstruos. Sin embargo, Drácula convoca a las criaturas de la noche y asesinan al Monstruo. 
En ese momento, Larry Talbot sufre de nuevo la transformación del Hombre Lobo y logra matar al Conde y varios zombis de la isla. Después de cumplir su cometido, el Hombre Lobo se lanza contra Caroline, quien mata al licántropo golpeándolo varias veces con un candelabro de plata y Larry le habla a través de la forma del lobo agradeciéndole. Caroline regresa a The Tombs, ahora reconstruido y decide vivir allí, prometiéndose buscar una cura para Talbot si vuelve a transformarse en Hombre Lobo. Más tarde, el nieto del Hombre Lobo de Londres acaba de descubrir la existencia de la Novia del Monstruo Frankenstein y ahora está decidido a encontrarla y devolverla a la vida.

## Personajes
- Caroline Cooke: Es la protagonista de la historia, una psicóloga nieta de Joan que ayuda a Larry a detener los planes de Drácula y sobre todo en buscar una cura para su licantropía.
- Larry Talbot/El Hombre Lobo: Es el coprotagonista de la historia. Quien quedó 50 años dormido en el sótano del Castillo The Tombs y fue despertado accidentalmente por un agente del gobierno. Ahora, sigue su búsqueda para vengarse del Conde Drácula.
- Conde Drácula: Es el villano principal de la historia. Estuvo desaparecido desde 1948 y se adueño de unas plantaciones de azúcar en una isla situada en el Caribe, controlando un ejército de zombis. Su plan es traer consigo al Monstruo de Frankenstein para fines desconocidos.
- Monstruo de Frankenstein: Aun bajo el hechizo de Drácula desde 1948, el Monstruo sigue las órdenes del Conde y lo ve como su amo.
- Joan Raymond: Después de comprar el Castillo Mornay, lo bautizo como The Tombs y se volvió una famosa escritora de novelas de terror. Ella mantuvo oculto el cadáver de Larry Talbot en su sótano.
- Sandra Mornay: Vampira fiel al Conde Drácula, quien se oculto con él en Marya Island y su misión es recuperar al recién revivido Monstruo de Frankenstein.
- Tom Stevenson: Un abogado que ayuda a Larry Talbot a llegar a Marya Island.

## Recepción
Universal Studios se alió con Berkle Books para crear una serie de libros con la intención de continuar con la saga de películas que se detuvieron en 1948 y atar los cabos sueltos que se crearon conforme avanzaban las secuelas de los Monstruos Clásicos. Fue una novela que estuvo disponible por tiempo limitado durante varios meses de 1998 y desde ese año no se ha vuelto a reimprimir, lo que lo ha vuelto un libro sumamente cotizado y complicado de conseguir dentro de Estados Unidos. Por lo que ha recibido un reconocimiento de culto con los fanáticos de los Monstruos Clásicos de Universal.
Recibió críticas positivas a mixtas por parte de los fanáticos de las películas de Monstruos Clásicos que alegaban como Jeff Rovin logró reintroducir y utilizar personajes que fueron abandonados y olvidados con el paso de las secuelas, logrando aclarar muchas dudados de lo que ocurrió después de las películas La mansión de Drácula y Abbott y Costello contra los monstruos. El público y la crítica lo califico como: "Un cuento de horror, violencia, gore y representaciones icónicas de todos los Monstruos Clásicos con muchas referencias que los fanáticos de estas películas podrán reconocer." Sin embargo, pese al éxito del libro, Jeff Rovin no volvió a escribir las posteriores dos novelas que formarían parte de esta trilogía literaria.